# KAITO
KAITO(かいと, 카이토)는 크립톤 퓨처 미디어가 2006년 2월 17일에 발매한 야마하의 보컬 음성 합성 엔진 보컬로이드를 기반으로 한 소프트웨어 및 소프트웨어의 이미지 캐릭터이다.

## 개요
MEIKO 다음으로 나온 일본어 VOCALOID로서 2006년 2월 17일에 발매되었다고 “크립톤 퓨처 미디어사 블로그”에 기록되어 있으나, “야마하 VOCALOID 공식 사이트” 에서는 2006년 2월 14일자에 발매되었다고 적혀있다. 하지만 2월 14일은 KAITO가 발매 예정 날짜이므로, 2월 17일에 발매된 것이 맞다.
스튜디오 뮤지션인 후우가 나오토(일본어: 風雅なおと 후가 나오토[*])의 목소리를 가성 라이브러리로 채용. 음계와 가사를 입력하는 것으로 보컬 파트나 백 코러스를 작성할 수 있다. 크립톤의 KAITO 제품 상세 페이지에는 “소리의 질이 평안하고 청량감이 있어, POPS를 비롯한 가요곡 전반, 동요, ROCK, R&B 등 본격적인 보컬 라인을 실현 가능”이라고 소개되어 있다.
KAITO의 이름은 모델이 된 가수의 이름을 채용한 것이 아닌, 가타가나 10자 이내 채용자로부터 추첨을 통해 10명에게 “보컬로이드 일본어 남성판”을 선물하는 응모 조건에서 일반 공모 되었다. 외국인도 발음하기 쉬운 이름으로, MEIKO와 함께 그림면이 좋다는 이유로 선정.
2013년 2월 15일 VOCALOID3를 채용한 라이브러리를 수록 한 “KAITO V3”가 발매되었고, 라이브러리는 일본어인 “STRAIGHT(스트레이트)”, “SOFT(소프트)”, “WHISPER(위스퍼)” 가 있으며, 영어 라이브러리는 “ENGLISH(잉글리시)”로 총 4개가 수록되어 있으며, 자사의 보컬 에디터와 PerSouns사의 DAW·PreSonus Studio One도 포함되었다.
패키지 일러스트는 머플러를 두른 젊은 남성의 모습이 그려져 있으며, MEIKO와 마찬가지로 애니메이션 풍.
이것은 MEIKO가 캐릭터 일러스트의 채용으로 성공했다는 것을 감안한 것으로, 노래를 만드는 제품임을 어필하기 위해서이다.
패키지 일러스트는 캐릭터화를 의도한 것은 아니였으나, “피아프로 캐릭터 라이센스”에서는 KAITO도 캐릭터로 취급된다.
KAITO V3의 일러스트는 하츠네 미쿠 V3와 MEIKO V3의 일러스트를 담당한 일러스트레이터 iXima가 담당하고 있다.

## 반응

### 발매 당시
KAITO는 MEIKO 정도보다 팔리지 않을 것이라 예상했지만, 그 예상 미만으로 발매 당시 MEIKO의 판매량은 3000개인 반면 KAITO의 판매량은 500개 정도 밖에 팔리지 않아서 ITmedia와의 인터뷰에서는 “남자라서 안된 것이라 생각된다”라는 발언이 나오기도 했다. 그 이후의 크립톤사 VOCALOID인 캐릭터 보컬 시리즈는 여성 중심의 상품 구성으로 되어 있다. 크립톤사 VOCALOID 외에도 타사 VOCALOID도 여성 중심으로 되어 있다는 것을 알 수 있다.

### 2007년 이후
2007년 8월 KAITO와 같은 크립톤 사에서 VOCALOID2를 채용한 캐릭터 보컬 시리즈 제1탄 하츠네 미쿠가 발매되었고 하츠네 미쿠가 사용된 악곡, 작품 등이 니코니코 동화에서 큰 인기를 끌게 되었고 KAITO가 사용된 동영상도 투고되어 KAITO 역시 인기를 얻게 된다. 또한 귀중한 남성 VOCALOID이기도 하다.
2007년 말 이후 크게 매출을 늘리고 있다.
하츠네 미쿠를 비롯한 캐릭터 보컬 시리즈는 캐릭터가 노래를 부르는 이미지를 내세운 상품이다. 하츠네 미쿠가 캐릭터성으로 인기가 높아지면서 원래 캐릭터 상품이 아니였던 KAITO 또한 “하츠네 미쿠의 관련 캐릭터”로 수용되었고, 캐릭터로 인기를 펼쳤다. 또한 니코니코 동화에 게시 된〈【하츠네 미쿠의 회답】에 일러스트를 붙여 보았다〉라는 동영상에서 그려진 KAITO가 아이스크림을 먹는 모습을 계기로 팬들 사이에서는 KAITO의 마스코트가 아이스크림으로 인식되고 있다. KAITO와 아이스크림 조합은 팬에 의한 창작물 뿐만 아닌 2008년 발매된 KAITO 넨드로이드에도 적용되었다.
또한 KAITO가 마술피리 밤의 여왕의 아리아를 부르게 되었는데 아주 뛰어나다는 평가를 받고 있다.

## 음원

### KAITO
VOCALOID1 제품들은 자신있는 템포나 음역, 장르 등이 정해지지 않았다. 어떤 장르던 상관없이 노래할 수 있다는 장점을 가지고 있다.

### KAITO V3
KAITO V3의 음성라이브러리의 특징, 자신있는 장르, 템포, 음역은 아래와 같다.
| 데이터베이스 | 특징                                  | 자신있는 장르                   | 자신있는 템포 | 자신있는 음역 |
| ------------ | ------------------------------------- | ------------------------------- | ------------- | ------------- |
| STRAIGHT     | 시원시원한 탄력있는 자연스러운 목소리 | 민요, 팝, 록 계열 일반          | 90~200BPM     | B1-C3         |
| SOFT         | 평온함을 느끼게 하는 부드러운 목소리  | 소프트 록, 포크, 앰비언트       | 80~180BPM     | D2~B2         |
| WHISPER      | 가슴에 울려퍼지는 달콤한 속삭임       | 발라드, 재즈, 소울              | 65~150BPM     | F2~D3         |
| ENGLISH      | 지적이고 차분한 자연스러운 영어 음성  | 크로스 오버, 댄스, 일렉트로니카 | 70~190BPM     | B1~B2         |

### 데모송
- KAITO

1. CRV2_01_nanatsunoko
2. CRV2_02_acappella
3. CRV2_03_gassyou
4. CRV2_04_Jpop

- KAITO V3

1. 黄金木の葉が舞う頃に (仕事してP/Straight)
2. からくり時計と恋の話 (わんだらP/Soft)
3. からくり時計と恋の話(わんだらP/Whisper)
4. Circus Monster (Circus-p/English)

## 미디어 믹스

### 주요 음악 CD
다음은 수록곡 아티스트 등으로 KAITO의 이름이 명기 되어있는 음악 CD.
| 타이틀                                           | 아티스트                                                            | 라벨               | 발매일           |            |                |
| ------------------------------------------------ | ------------------------------------------------------------------- | ------------------ | ---------------- | ---------- | -------------- |
| new;Fable                                        | ave;new                                                             | ave;new            | 2009년 4월 17일  |            |                |
| Vocalostar                                       | 옴니버스                                                            |                    | 2009년 6월 17일  |            |                |
| 네가 있는 풍경(君のいる景色)                     | presents feat. 메구리네 루카                                        |                    | 2009년 9월 2일   |            |                |
| Vocalogenesis                                    | 옴니버스                                                            | EXIT TUNES         | 2010년 5월 19일  |            |                |
| 옴니버스                                         |                                                                     | 2010년 7월 28일    |                  |            |                |
| 옴니버스                                         | EXIT TUNES                                                          | 2010년 9월 15일    |                  |            |                |
| Cinnamon Philosophy                              | feat.하츠네 미쿠                                                    |                    | 2010년 10월 27일 |            |                |
| feat.카가미네 린, 카가미네 렌                    | EXIT TUNES                                                          | 2010년 12월 22일   |                  |            |                |
| 옴니버스                                         | EXIT TUNES                                                          | 2011년 1월 19일    |                  |            |                |
| VOCALO LOVERS                                    | 옴니버스                                                            |                    | 2011년 3월 2일   |            |                |
| VOCALO★POPS BEST                                 | 옴니버스                                                            |                    | 2011년 3월 9일   |            |                |
| 옴니버스                                         | 소니 뮤직 다이렉트                                                  | 2011년 6월 22일    |                  |            |                |
| 옴니버스                                         | -                                                                   | 2011년 6월 22일    | 옴니버스         | EXIT TUNES | 2011년 7월 6일 |
| 옴니버스                                         |                                                                     | 2011년 9월 14일    |                  |            |                |
| THE BEST OF Dios/시그널P                         | feat. 카가미네 린·카가미네 렌 ·GUMI·하츠네 미쿠·메구리네 루카·KAITO | EXIT TUNES         | 2011년 9월 21일  |            |                |
| VOCALOID민족조 곡집                              | 옴니버스                                                            | 빅터 엔터테인먼트  | 2011년 9월 28일  |            |                |
| 옴니버스                                         | EXIT TUNES                                                          | 2011년 10월 19일   |                  |            |                |
| 옴니버스                                         | dmARTS                                                              | 2011년 10월 26일   |                  |            |                |
| 옴니버스                                         | 소니 뮤직 다이렉트                                                  | 2011년 11월 9일    |                  |            |                |
| 옴니버스                                         | EXIT TUNES                                                          | 2012년 1월 18일    |                  |            |                |
| LAST COLOR                                       | SCL Project（natsuP）feat.VanaN'Ice                                 | EXIT TUNES         | 2012년 3월 21일  |            |                |
| V love 25〜cantabile〜                           | 옴니버스                                                            | BinaryMixx Records | 2012년 6월 13일  |            |                |
| 옴니버스                                         | EXIT TUNES                                                          | 2012년 8월 1일     |                  |            |                |
| V love 25〜Desire〜                              | 옴니버스                                                            | BinaryMixx Records | 2012년 9월 19일  |            |                |
| 보카로 초 믹스 39 feat. 하츠네 미쿠              | 옴니버스                                                            | EMI                | 2012년 9월 26일  |            |                |
| V Love 25 〜Exclamation〜                        | 옴니버스                                                            | BinaryMixx Records | 2013년 1월 9일   |            |                |
| 옴니버스                                         | EXIT TUNES                                                          | 2013년 2월 20일    |                  |            |                |
| 하츠네 미쿠 -Project DIVA- F Complete Collection | 옴니버스                                                            | 소니 뮤직 다이렉트 | 2013년 3월 6일   |            |                |
| 5th ANNIVERSARY BEST                             | 쿠로우사P feat.하츠네 미쿠                                          | HPQ                | 2013년 3월 6일   |            |                |
| V Love 25 〜Fortune〜                            | 옴니버스                                                            | BinaryMixx Records | 2013년 4월 24일  |            |                |

### KarenT에 의한 전달
다음은 크립톤 퓨처 미디어의 라벨 "KarenT"으로부터 iTunes Store 등의 음악 전달 서비스에서 판매되고있는 KAITO를 이용한 악곡이 수록 되어 있는 앨범.
| 타이틀                                            | 아티스트                 | 릴리스 된 날짜   |
| ------------------------------------------------- | ------------------------ | ---------------- |
| SIGNALOID BOX                                     |                          | 2009년 3월 11일  |
| crystaL                                           | HzEdge（crystal P）      | 2009년 4월 9일   |
| Heartful Cookie                                   | BIRUGE                   | 2009년 12월 1일  |
| 월광 토탈 이클립스(月光トータルイクリプス)        | 마치게리타(マチゲリータ) | 2010년 2월 17일  |
| 로우 앵글(ローアングル)                           | hal                      | 2010년 2월 17일  |
| Destroys Nightmare                                | 멘데P(めんでぇP)         | 2010년 2월 17일  |
| The First Unison                                  | 신조P                    | 2010년 2월 17일  |
| 풍대초(風待草)                                    | Maharo                   | 2010년 2월 17일  |
| 刹那魔術（세쓰나 마주쓰）                         | 세쓰나P                  | 2010년 2월 17일  |
| Chillyditty Of February（rework and revocalize）  | DARS                     | 2010년 2월 17일  |
| Broken rain                                       | 신조P                    | 2010년 6월 9일   |
| Sweet's Beast                                     | 멘데P                    | 2010년 6월 16일  |
| EVILS FOREST                                      | 악의 p(mothy)            | 2010년 8월 10일  |
| 灰雪(하이유키)                                    | 킷도P                    | 2010년 12월 17일 |
| crystaL-before-                                   | HzEdge（크리스탈P）      | 2010년 12월 27일 |
| 나는 눈꺼풀이 되고싶다(僕はまぶたになりたい)      | shot（호노보노P）        | 2011년 2월 17일  |
| SPIRAL TRILOGY                                    | Ebot                     | 2011년 2월 17일  |
| 시계탑의 노래(時計塔のうた)                       | 篁惺                     | 2011년 2월 17일  |
| 싫어, 싫어, …정말 싫어(嫌い、キライ、…だいきらい) | HzEdge（크리스탈P）      | 2011년 2월 17일  |
| Unexplored-reboot-                                | 신조P                    | 2011년 2월 17일  |
| FILL e TUA                                        | hinayukki@시고토시테P    | 2011년 6월 22일  |
| 나체의 월광(裸の月光)                             | PolyphonicBranch         | 2011년 7월 29일  |
| EVILS COURT                                       | mothy                    | 2011년 9월 2일   |
| Day Dream Night                                   | 신조P                    | 2011년 11월 9일  |
| Season's+                                         | 킷도P                    | 2011년 11월 21일 |
| 단검 모험가의 옷(短剣と冒険者の服)                | 유니메모(ゆにめも)       | 2011년 12월 21일 |
| Season's                                          | 킷도P                    | 2011년 12월 21일 |
| My Song                                           | Ebot                     | 2012년 2월 17일  |
| 미궁 스프레마시스토(迷宮スプレマシスト)           | As'257G                  | 2012년 2월 17일  |
| Reach for the Bluesky                             | HzEdge（크리스탈P）      | 2012년 2월 17일  |
| 칸타렐라(カンタレラ)                              |                          | 2012년 2월 29일  |
| Too much Love                                     | MineK                    | 2012년 3월 28일  |
| crystaL-from,next-                                | HzEdge（크리스탈P）      | 2012년 9월 7일   |
| ドリィムメルティックハロウィン                    | 마치게리타               | 2012년 10월 31일 |

### 만화·도서
하츄네 미쿠의 일상 로이빠라! (작: KEI, 출판: 자이브)
《월간 콤프 에이스》2008년 2월호부터 연재 중의 디폴메 캐릭터의 하츄네 미쿠를 주인공으로 한 4컷 만화. KAITO를 모델로 한 카이토(カィト)라는 캐릭터가 등장.
하츠네 미쿠 MIXING BOX (코단샤)
2008년 9월 25일 발매. 피아프로에서 공모된 곡이나 일러스트를 수록한 DVD, 팬북, 피겨가 수록되어 있다. KAITO를 이용한 작품도 수록되어 있다.
〈악의 딸〉노벨 시리즈 (작: 악의P(mothy), 출판: PHP 연구소)
악의P(mothy)가 카가미네 린·렌을 이용하여 발표 한〈악의 딸〉을 시작으로 하는 악곡의 소설화. 2010년 8월부터 2012년 3월까지 총 4권이 출간되었다. KAITO를 모델로 한 캐릭터 “카일 마론(カイル=マーロン)”이 등장.
악의 하인 (만화: 네코야마 미야오, 작: mothy_ 악의P, 출판: 자이브)
악의P(mothy)가 카가미네 린·렌을 이용하여 발표한 곡의 만화화. VOCALOID를 모델로 한 캐릭터가 등장한다.《월간 코믹 러쉬》2010년 11월호부터 연재.
주간 처음 하츠네 미쿠 (작: 하야시 겐타로, 출판: 슈우에 이샤)
《주간 영 점프》2010년 40호부터 연재 개그 4컷 만화에서 KAITO도 등장한다.
꼬마 미쿠씨(작: 미나미, 출판: 마이크로 매거진 사)
하츠네 미쿠을 데포 “꼬마 미쿠”를 주인공으로하는 4컷 만화. 연재는 WEB상에서 행해져 2011년 9월 코믹 제1권이 발매되었다. KAITO도 등장.
벚꽃의 비 (원작·원안: halyosy, 저자: 후지타 료, 스튜디오 하드 디럭스 (1권), 아마미야 히토미 (2권·스핀오프), 출판: PHP 연구소)
halyosy가 하츠네 미쿠를 이용해 발표 한 곡〈벚꽃의 비〉의 소설화. KAITO를 모델로 한 캐릭터 “가이토(海斗)”가 등장한다. 2012년 3월에 발매.
칸타렐라 ~벽의 독약~(원작: 쿠로우사P, 출판: 후지미 서점)
쿠로우사P가 하츠네 미쿠와 KAITO를 사용하여 발표 한 곡〈칸타렐라〉를 만화화. 2012년 4월부터 “에이지 프리미엄”에 연재되었다. KAITO를 모델로 한 캐릭터 “체자레 보르지아(チェーザレ･ボルジア)”가 등장.
죄수와 종이 비행기 (작: 네코구치 네무리@슈진P, 출판: PHP 연구소)
네코구치 네무리@슈진P가 카가미네 린·렌을 이용하여 발표한 곡〈포로〉와〈종이 비행기〉의 소설화. KAITO를 모델로 한 캐릭터 “카이무라 플래그(カイムラル・フラグ)”가 등장. 2012년 5월 발매.
은밀한 ~흑의 맹세~ (작: 물방울P, 출판: PHP 연구소)
히토시즈P가 카가미네 린·렌을 이용하여 발표 한 곡 〈은밀한 ~흑의 맹세~〉의 소설화. KAITO를 모델로 한 캐릭터 “카이토(カイト)”가 등장한다. 2012년 9월 발매.
비밀경찰 (원작: 브리루, 저자: 이시자와 가쓰 요시미, 출판: PHP 연구소)
브리루가 하츠네 미쿠를 이용해 발표한 곡〈비밀경찰〉을 바탕으로 한 소설. KAITO를 모델로 한 캐릭터 “카이토(カイト)”가 등장. 2012년 11월 발매.
악의 대죄 베노마니아 공의 광기 (작: 악의P(mothy), 출판: PHP 연구소)
악의P(mothy)가 Gackpoid를 이용하여 발표한 곡〈베노마니아 공의 광기〉를 바탕으로 한 소설. KAITO를 모델로 한 캐릭터 “카체스 크림(カーチェス＝クリム)”이 등장. 2012년 12월 발매.
여기는 행복 안심 위원회 입니다. (원작: 우타타P, 저자: 토리 히츠지 토리, 출판: PHP 연구소)
작사 토리 히츠지 토리, 작곡 우타타P가 하츠네 미쿠를 이용해 발표한 곡〈여기는 행복 안심 위원회 입니다.〉를 배경으로 한 소설. KAITO를 모델로 한 캐릭터 아오무라 카이(青村 解)가 등장한다. 2013년 1월부터 2014년 1월에 걸쳐 전부 3권이 발매되었다.
천본앵 (원작: WhiteFlame/쿠로우사P, 저자·일러스트: 이치토 마루, 출판: 아스키 미디어 웍스)
쿠로우사P가 하츠네 미쿠를 이용해 발표한 곡 〈천본앵〉을 바탕으로 한 소설. KAITO를 모델로 한 캐릭터 “아오이네 가이토(靑音海斗)”가 등장한다. 제1권이 2013년 3월에 발매. 제2권은 2013년 10월에 발매.
도쿄 전뇌 탐정단 (원작: PolyphonicBranch, 저자: 이시자와 카츠 요시미, 일러스트: MONO, 출판: PHP 연구소)
하츠네 미쿠를 이용해 발표한 곡 〈도쿄 전뇌 탐정단〉을 바탕으로 한 소설. KAITO를 모델로 한 캐릭터가 등장. 2013년 10월 발매.
벚꽃전선 이상없음 (협력: 와타루P, 저자: 미나미 렌, 그림: 타마, 출판: 포플러사)
와타루P가 하츠네 미쿠를 이용하여 발표한 곡 〈벚꽃전선 이상없음〉을 바탕으로 한 소설. KAITO를 모델로 한 캐릭터 “준온 가이토(純音海斗)”가 등장. 2013년 12월 발매.
선생님과 소녀 소동 (원안: 마이너스P·원더풀☆오포츄니티!(ワンダフル☆オポチュニティ!) 저자: 비우키, 출판: KADOKAWA/카도카와 서점)
마이너스P가 카가미네 린렌을 이용해서 발표한 곡 〈선생님과 소녀 소동〉을 바탕으로 한 소설. KAITO를 모델로 한 캐릭터 “아오베 우미토(青部海都)”가 등장한다. 2013년 12월 발매.

### 게임
팡야 (게임 포트)
2009년 6월 25일부터 기간 한정으로 게임 내에서 KAITO의 의상을 판매.
하츠네 미쿠 -Project DIVA- (세가)
하츠네 미쿠를 주역으로 하는 플레이스테이션 포터블용 게임 소프트웨어이다. 제1탄에서 KAITO도 캐릭터로 등장하며 2010년 7월 29일 발매된 《하츠네 미쿠 -Project DIVA- 2nd》에는 KAITO를 이용한 악곡도 수록되어 있다.
라테일 (게임 포트)
2009년 12월 넨드로이드 푸치 MEIKO·KAITO가 구현됨.
하츠네 미쿠 보카로×라이브! (크립톤)
VOCALOID 캐릭터를 프로듀서로 육성하는 휴대전화의 육성형 시뮬레이션 게임.
TinierMe, 앳 게임즈 (지 크레스트)
영어판 TinierMe에서는 2010년 7월 20일부터, 일본어판 앳 게임에서는 8월 3일부터 기간 한정으로 KAITO의 아이템을 판매.
하츠네 미쿠 and Future Stars Project mirai (세가)
2012년 3월 8일 3DS 전용 소프트 《하츠네 미쿠 and Future Stars Project mirai》가 발매되었으며, 2013년 11월 28일에《하츠네 미쿠 Project mirai 2》가 발매, 2015년 5월 28일 《하츠네 미쿠 Project mirai 디럭스》가 한국과 일본에 동시 발매되었다. 북미판은 2015년 9월 9일, 유럽판은 2015년 9월 11일에 발매예정. KAITO도 등장.
마비노기 (넥슨)
2013년 12월 넥슨은 일본 크립톤 퓨처 미디어와 제휴를 맺고 자사의 인기 MMORPG “마비노기”에 캐릭터 보컬 시리즈 “하츠네 미쿠” 프로모션을 진행한다. 하츠네 미쿠를 비롯해 KAITO와 카가미네 린·렌도 등장한다.
공성전기◆바하무트 그리드(攻城戦記◆バハムートグリード) (코어 엣지)
2013년 9월 19일부터 9월 22일까지 콜라보레이션 이벤트가 진행되었다.

### 상품
넨드로이드 KAITO (굿 스마일 컴퍼니)
2009년 2월 7일 발매. 데포 가동 피겨. 아이스크림 등의 “팬이라면 아실 즐거운 소품이나 부품”이 부속된다.
넨드로이드 플러스 봉제 인형 시리즈 03 〈KAITO〉(제조·발매: Gift, 판매: 굿 스마일 컴퍼니)
2009년 11월 발매. 간이 인형.
넨드로이드 푸치 보컬로이드 #01 (굿 스마일 컴퍼니)
2009년 11월 발매. 데포 피규어 시리즈 상품으로, KAITO도 라인업 되었다.
TAEYANG / VOCALOID・KAITO（株式会社グルーヴ）
2011년 9월 발매. 패션 인형 “태양(テヤン)”과 콜라보레이션 인형. 부속품으로 헤드셋과 아이스가 동봉.
카이토의 프루츠 소다 아이스 (훼미리마트)
2012년 8월 발매. “아이스 좋아”라고 하는 KAITO의 이미지 컬러인 파란색 아이스크림.

## 같이 보기
- 음성 합성
- VOCALOID
- 후우가 나오토
- 크립톤 퓨처 미디어
  - MEIKO
  - 하츠네 미쿠
  - 카가미네 린·렌
  - 메구리네 루카

### 참고
1. ↑  하츠네 미쿠 발매 당시 일본어 남성 VOCALOID는 KAITO 뿐이였고 2007년 12월에 발매된 카가미네 린·렌의 남성 보컬인 카가미네 렌도 여성이 연기하는 소년 보컬이기 때문에 2008년 7월에서 Gackpoid 발매까지 일본어로 성인 남성의 목소리를 수록한 VOCALOID는 KAITO 뿐이었다.